# Легија Кондор
Легија Кондор била је јединица ратног ваздухопловства (Луфтвафе) нацистичке Немачке која је била послата као добровољачка подршка фашистима Франсиска Франка у Шпанском грађанском рату. Легија је почела са деловање су у лето 1936. током операције Феуерзаубер када је на самом почетку рата немачки канцелар Адолф Хитлер побуњеницима послао неколико десетака цивилних Луфтханзиних транспортних авиона Ju-52 и тако у критичном тренутку створио ваздушни мост којим су побуњеничке афричке трупе пребачене из Марока у Шпанију. Помоћ побуњеницима се са временом интензивирала достављањем авиона и пилота Луфтвафе, односно њиховим активним учешћем у борбама против републиканских снага. Мотив за учешће Немаца је дјеломично био идеолошке и политичке природе - помоћ фашистима у борби против левичара и настојање да Шпанија постане будући немачки савезник - а делимично и настојање да се тестирају модерни авиони и тактика. Легија Кондор се испочетка није могла равноправно носи са републиканским ваздухопловством које је са тада модерним ловачким апаратима И-15 и И-16 снабдео СССР, а стање се побољшало тек накнадно, са увођењем њима супериорних Месершмит Bf 109. Упркос томе Легија Кондор је играла значајну улогу и допринела победи националиста, а бројни њени чланови су стекли вредна искуства која ће користити у Другом светском рату. Широј јавности је, међутим, постала најпознатија по контроверзном бомбардовању Гернике које је послужило као модел за терористичко бомбардовање градова као део стратегије блицкрига. У Легији Кондор је у непуне три године рата учествовало 16.000 припадника немачких оружаних снага и око 600 авиона различитих врста.

## Економске мотивације помоћи Шпанији
Јула 1936. било је основано друштво Sociedad Hispano-Marroqui de Transportes Tetuan-Sevilla (HISMA). Главни циљ овог удружења све до настанка Легије Кондор био је да доводи немачке добровољце у Шпанију, довоз технике и продаја продуката немачке приватне продукције. Ове активности после три месеца преузела је нова организација Rohstoff und Waren Einkaufsgesellschaft (ROWAK), која се бринула о односима Немачке и франкистичког режима. Обе организације су брзо утицале на трговину. У Шпанију је увожено оружије а у Немачку је довожена шпанска сировина. Целу немачко-шпанску трговину овладале су орханизације HISMA и ROWAK које су за своје услуге узимале провизије.
Економске користи које је имала Немачка од сировина ( пре свега од : гвоздене руде, волфрама, пирита и олова) данас се сматрају као главни разлози за немачки интерес за помоћ франкистима.

## Познати чланови
- Вернер Молдерс
- Адолф Галанд
- Јоханес Траутлофт
- Хајнц Третнер
- Волфрам фон Рихтхофен
- Хајо Херман
- Оскар Дирлевангер
- Хуго Шперле
- Херман Алдингер
- Ханс Улрих Рудел